# Oblastní soutěž 1949
V soubojích 20. ročníku druhé nejvyšší fotbalové soutěže – Oblastní soutěže 1949 – se utkalo 56 mužstev ve čtyřech skupinách po 14 účastnících každý s každým dvoukolovým systémem jaro–podzim. Tento ročník začal v březnu 1949 a skončil v listopadu téhož roku.

## Skupina A
| Poř. | Tým                               | Z  | V  | R | P  | VG  | OG  | B  |
| ---- | --------------------------------- | -- | -- | - | -- | --- | --- | -- |
| 1.   | ZSJ ČSD Plzeň                     | 26 | 19 | 4 | 3  | 91  | 36  | 42 |
| 2.   | VSJ Střela Milovice (N)           | 26 | 15 | 2 | 9  | 88  | 57  | 32 |
| 3.   | ZSJ JČE České Budějovice          | 26 | 14 | 1 | 11 | 108 | 71  | 29 |
| 4.   | JTO Sokol Slavia Karlovy Vary (N) | 26 | 12 | 5 | 9  | 82  | 57  | 29 |
| 5.   | JTO Sokol Viktoria Žižkov         | 26 | 11 | 6 | 9  | 57  | 59  | 28 |
| 6.   | ZSJ Uhlomost Most (N)             | 26 | 10 | 7 | 9  | 66  | 59  | 27 |
| 7.   | ZSJ Železničáři Slaný             | 26 | 12 | 3 | 11 | 63  | 63  | 27 |
| 8.   | ZSJ Jawa Nusle                    | 26 | 11 | 5 | 10 | 53  | 62  | 27 |
| 9.   | ZSJ KZ Rakovník                   | 26 | 10 | 6 | 10 | 65  | 63  | 26 |
| 10.  | ZSJ Hnědodoly Kopisty             | 26 | 10 | 5 | 11 | 64  | 59  | 25 |
| 11.  | ZSJ SONP Kladno „B“               | 26 | 11 | 3 | 12 | 61  | 71  | 25 |
| 12.  | JTO Sokol Meteor České Budějovice | 26 | 11 | 2 | 13 | 60  | 69  | 24 |
| 13.  | ZSJ Alba Hořovice                 | 26 | 9  | 2 | 15 | 55  | 82  | 20 |
| 14.  | JTO Sokol Břevnov                 | 26 | 0  | 3 | 23 | 40  | 141 | 3  |

Poznámky:
- Z = Odehrané zápasy; V = Vítězství; R = Remízy; P = Prohry; VG = Vstřelené góly; OG = Obdržené góly; B = Body; (N) = Nováček (postoupivší z nižší soutěže); (S) = Sestoupivší z vyšší soutěže

|  | Postup do Celostátního čs. mistrovství 1950 (I. liga)      |
|  | Přechod do Celostátního čs. mistrovství II 1950 (II. liga) |
|  | Přechod do Oblastní soutěže – sk. A 1950 (III. liga)       |
|  | Sestup do příslušné krajské soutěže 1950 (IV. liga)        |

## Skupina B
| Poř. | Tým                         | Z  | V  | R  | P  | VG | OG  | B  |
| ---- | --------------------------- | -- | -- | -- | -- | -- | --- | -- |
| 1.   | ZSJ OD Karlín               | 26 | 21 | 0  | 5  | 74 | 34  | 42 |
| 2.   | ZSJ Rubena Náchod           | 26 | 15 | 3  | 8  | 79 | 48  | 33 |
| 3.   | ZSJ Lokomotiva Nymburk      | 26 | 15 | 2  | 9  | 80 | 62  | 32 |
| 4.   | ZSJ Dynamo Slavia Praha „B“ | 26 | 13 | 4  | 9  | 73 | 59  | 30 |
| 5.   | ZSJ AZNP Mladá Boleslav     | 26 | 11 | 7  | 8  | 83 | 66  | 29 |
| 6.   | ZSJ Preciosa Jablonec (N)   | 26 | 11 | 5  | 10 | 68 | 57  | 27 |
| 7.   | ZSJ TOS Čelákovice          | 26 | 12 | 3  | 11 | 63 | 64  | 27 |
| 8.   | ZSJ Vozovna Kobylisy        | 26 | 7  | 11 | 8  | 56 | 50  | 25 |
| 9.   | ZSJ ČSD Kolín               | 26 | 10 | 4  | 12 | 80 | 66  | 24 |
| 10.  | ZSJ ČSSZ Pardubice          | 26 | 11 | 2  | 13 | 75 | 70  | 24 |
| 11.  | ZSJ České loděnice Praha    | 26 | 10 | 2  | 14 | 62 | 62  | 22 |
| 12.  | ZSJ Kovo Chotěboř           | 26 | 8  | 3  | 15 | 42 | 73  | 19 |
| 13.  | JTO Sokol Sparta Pardubice  | 26 | 7  | 4  | 15 | 39 | 75  | 18 |
| 14.  | ZSJ Sokolovo Libeň          | 26 | 5  | 2  | 19 | 48 | 111 | 12 |

Poznámky:
- Z = Odehrané zápasy; V = Vítězství; R = Remízy; P = Prohry; VG = Vstřelené góly; OG = Obdržené góly; B = Body; (N) = Nováček (postoupivší z nižší soutěže); (S) = Sestoupivší z vyšší soutěže

|  | Postup do Celostátního čs. mistrovství 1950 (I. liga)      |
|  | Přechod do Celostátního čs. mistrovství II 1950 (II. liga) |
|  | Přechod do Oblastní soutěže – sk. A 1950 (III. liga)       |
|  | Přechod do Oblastní soutěže – sk. B 1950 (III. liga)       |
|  | Sestup do příslušné krajské soutěže 1950 (IV. liga)        |

## Skupina C
| Poř. | Tým                      | Z  | V  | R | P  | VG  | OG  | B  |
| ---- | ------------------------ | -- | -- | - | -- | --- | --- | -- |
| 1.   | ZSJ Vítkovické železárny | 26 | 22 | 2 | 2  | 104 | 36  | 46 |
| 2.   | ZSJ Svit Gottwaldov      | 26 | 18 | 6 | 2  | 111 | 30  | 42 |
| 3.   | ZSJ GZ Královo Pole      | 26 | 16 | 3 | 7  | 68  | 41  | 35 |
| 4.   | ZSJ OD ASO Olomouc       | 26 | 15 | 3 | 8  | 84  | 49  | 33 |
| 5.   | ZSJ Svit Letná           | 26 | 13 | 4 | 9  | 60  | 54  | 30 |
| 6.   | ZSJ Svit Otrokovice      | 26 | 11 | 4 | 11 | 67  | 75  | 26 |
| 7.   | ZSJ Mosilana Žabovřesky  | 26 | 12 | 2 | 12 | 64  | 67  | 26 |
| 8.   | ZSJ ČSSZ Prostějov       | 26 | 10 | 5 | 11 | 53  | 65  | 25 |
| 9.   | ZSJ MEZ Židenice (N)     | 26 | 8  | 4 | 14 | 50  | 62  | 20 |
| 10.  | ZSJ OP Prostějov         | 26 | 8  | 3 | 15 | 58  | 63  | 19 |
| 11.  | ZSJ Fatra Napajedla      | 26 | 7  | 5 | 14 | 71  | 85  | 19 |
| 12.  | ZSJ Dynamo Vsetín        | 26 | 7  | 5 | 14 | 48  | 76  | 19 |
| 13.  | JTO Sokol Třebíč „A“ (N) | 26 | 6  | 2 | 18 | 60  | 103 | 14 |
| 14.  | ZSJ ČSSZ Husovice        | 26 | 4  | 2 | 20 | 24  | 106 | 10 |

Poznámky:
- Z = Odehrané zápasy; V = Vítězství; R = Remízy; P = Prohry; VG = Vstřelené góly; OG = Obdržené góly; B = Body; (N) = Nováček (postoupivší z nižší soutěže); (S) = Sestoupivší z vyšší soutěže

|  | Postup do Celostátního čs. mistrovství 1950 (I. liga)      |
|  | Přechod do Celostátního čs. mistrovství II 1950 (II. liga) |
|  | Přechod do Oblastní soutěže – sk. C 1950 (III. liga)       |
|  | Sestup do příslušné krajské soutěže 1950 (IV. liga)        |

## Skupina D
| Poř. | Tým                          | Z  | V  | R | P  | VG  | OG | B  |
| ---- | ---------------------------- | -- | -- | - | -- | --- | -- | -- |
| 1.   | JTO Sokol Sparta Prešov      | 26 | 21 | 1 | 4  | 105 | 34 | 43 |
| 2.   | ZSJ Dynamitka Bratislava     | 26 | 15 | 2 | 9  | 72  | 45 | 32 |
| 3.   | JTO Sokol NV Topoľčany       | 26 | 13 | 4 | 9  | 56  | 56 | 30 |
| 4.   | ZSJ Dynamo ČSD Košice „B“    | 26 | 12 | 5 | 9  | 59  | 43 | 29 |
| 5.   | JTO Sokol Malacky            | 26 | 12 | 5 | 9  | 69  | 57 | 29 |
| 6.   | JTO Sokol Partizánske        | 26 | 13 | 2 | 11 | 74  | 60 | 28 |
| 7.   | ZSJ Odeva Trenčín            | 26 | 10 | 6 | 10 | 42  | 45 | 26 |
| 8.   | JTO Sokol NV Banská Bystrica | 26 | 10 | 6 | 10 | 31  | 39 | 26 |
| 9.   | ZSJ SZ Nitra                 | 26 | 10 | 5 | 11 | 42  | 44 | 25 |
| 10.  | JTO Sokol Tatran Okoličné    | 26 | 10 | 4 | 12 | 57  | 82 | 24 |
| 11.  | ZSJ Železničiari Vrútky      | 26 | 8  | 3 | 15 | 56  | 62 | 19 |
| 12.  | JTO Sokol Handlová           | 26 | 8  | 3 | 15 | 50  | 78 | 19 |
| 13.  | ZSJ Tatrasvit Svit           | 26 | 8  | 1 | 17 | 48  | 63 | 17 |
| 14.  | ZSJ Tehelne Pezinok          | 26 | 7  | 3 | 16 | 39  | 88 | 17 |

Poznámky:
- Z = Odehrané zápasy; V = Vítězství; R = Remízy; P = Prohry; VG = Vstřelené góly; OG = Obdržené góly; B = Body; (N) = Nováček (postoupivší z nižší soutěže); (S) = Sestoupivší z vyšší soutěže

|  | Postup do Celostátního čs. mistrovství 1950 (I. liga)       |
|  | Přechod do Celostátního čs. mistrovství II 1950 (II. liga)  |
|  | Přechod do Oblastní soutěže – sk. D 1950 (III. liga)        |
|  | Sestup do příslušného krajského mistrovství 1950 (IV. liga) |